# Dave Clement
Dave Clement, född 2 februari 1948 i Battersea, London, död där 31 mars 1982, var en engelsk fotbollsspelare.
Clement spelade för Queens Park Rangers mellan 1965 och 1979. Han debuterade i A-laget 1966/1967, samma säsong som klubben vann Ligacupen. Det var första gången ett lag från dåvarande tredjedivisionen Third Division vann en inhemsk titel.
Clement spelade 5 A-landskamper för England mellan 1976 och 1977.
Efter fjorton säsonger med QPR flyttade Clement 1979 till Bolton Wanderers. Familjen hade svårt att anpassa sig till livet utanför London och de flyttade därför efter en säsong tillbaka till huvudstaden där Clement skrev kontrakt med Fulham. Han flyttade sen till Wimbledon till säsongen 1981/1982.
Clement begick självmord den 31 mars 1982. Han hade brutit ett ben och var orolig över sin fortsatta fotbollskarriär. Som sängliggande blev han deprimerad och oroades över att han drabbats av cancer. Han förgiftade sig själv med ogräsmedel och högg sig själv med en kniv.